# Cepphus
Cepphus, českým názvem alkoun, je rod mořských ptáků z čeledi alkovití a řádu dlouhokřídlí. 
Jedná se o středně velké ptáky, kteří mají černě zbarvené peří a červené nohy. Jejich zobáky jsou oproti jiným alkovitým poměrně dlouhé a úzké se špičatým zakončením, což jim dobře slouží při lovení rybek a korýšů, jejich hlavního zdroje potravy. Potravu doplňují měkkýši a hmyzem. Jejich ústa jsou sytě červená, což při otevření černého zobáku nápadně kontrastuje. Jejich typické místo výskytu při hnízdění jsou skalnaté břehy a ostrovy Pacifiku a severního Atlantiku, zbytek času tráví na moři. Na rozdíl od většiny jiných alkovitých ptáků jsou zástupci rodu Cepphus převážně stálí a nemigrují. Typicky kladou 2 vejce.

## Taxonomie
Rod Cepphus zahrnuje 3 recentní druhy:
- Cepphus grylle Linnaeus, 1758 – alkoun obecný
- Cepphus columba Pallas, 1811 – alkoun holubí
- Cepphus carbo Pallas, 1811 – alkoun brýlatý

Vedle toho je známo několik fosilních druhů:
- Cepphus olsoni Howard, 1982
- Cepphus storeri Harrison, 1977
- Cepphus cf. columba
- Cepphus cf. grylle